# Andy Sullivan
Andrew Sullivan (1986) is een Engelse golfprofessional.

## Amateur
Andy heeft een mooie amateurcarrière gehad. Hij was lid van de Nuneaton Golf Club en zat in het nationale jeugdteam. Op 15-jarige leeftijd scoorde hij in Australië zijn eerste ronde van 67 (-5).
In 2011 won hij de Selborne Salver op de Blackmoor Golf Club in Hampshire waarbij hij in de eerste ronde het baanrecord verbeterde met een ronde van -9. Daarnaast won hij in Schotland het Internationaal Amateur Open met 65-71-77-69, en vier weken later werd hij tweede bij de Brabazon Trophy. Hij had handicap +3,8 en stond nummer 16 op de World Amateur Golf Ranking.

### Gewonnen
- 2010: Lagonda Trophy, Midland Open Amateur, Tailhade Cup (individueel)
- 2011: Selborne Salver, Scottish Open Amateur Stroke Play, South Wales Medal, New South Wales Medal

### Teams
- Walker Cup: 2011 (winnaars)
- European Cup of Nations: 2011 in Sotogrande (winnaars)

## Professional
Direct na het spelen van de Walker Cup werden hij, Tom Lewis, Paul Cutler en Jack Senior in september 2011 professional.

Zijn beste resultaat was een 2de plaats in 2014 bij de Trophée Hassan II totdat hij in 2015 drie overwinnen behaalde en naar nummer 66 van de wereldranglijst steeg. 

### Gewonnen
2015ː South African Open, Joburg Open,  Portugal Masters